# Мирон Ніколеску
Мирон Ніколеску (рум. Miron Nicolescu; *27 серпня 1903, Джурджу — †30 червня 1975, Бухарест) — румунський математик, педагог, професор, доктор наук, академік Румунської академії (1955) і її президент (з 1966).

## Біографія
Після закінчення навчання на факультеті математики Бухарестського університету в 1924, вирушив до Парижа, де продовжив освіту у Вищій нормальній школі та Сорбонні.
У 1928 під керівництвом Поля Монтеля захистив докторську дисертацію Fonctions complexes dans le plan et dans l'espace.
Після повернення до Румунії, до 1940 викладав в Чернівецькому університеті.
У 1936 був обраний асоційованим членом Румунської академії, а в 1953 — її дійсним членом.
З 1948 директор інституту математики Румунської академії і професор Бухарестського університету.
З 1966 до своєї смерті обіймав посаду президента Румунської академії.
На Міжнародному конгресі математиків, що відбулася в Ванкувері (Канада) в 1974 він був обраний віцепрезидентом Міжнародного математичного союзу.

## Наукова діяльність
Автор праць з комплексного аналізу. Йому належать 3-томна праця «Математичний аналіз» (1957-1960), твір «Функції дійсного змінного і елементи функціонального аналізу» (1962) і підручник з математичного аналізу (1952-1964).